# Elisabeth Aspaker
Elisabeth Aspaker, née le 16 octobre 1962 à Harstad, est une femme politique norvégienne, membre du gouvernement Solberg de 2013 à 2016.

## Biographie
Elisabeth Aspaker fait ses études en mathématiques et communication à l'université de Tromsø de 1984 à 1985. Elle commence sa carrière politique de façon locale avant de se tourner vers le national. 
Aux élections législatives norvégiennes de 2005, elle est élue membre du Storting pour le comté de Troms et le reste jusqu'en 2017. Pendant son mandat, le 6 juin 2014, elle est nommée fylkesmann du comté de Troms. Après une vacation de deux ans, elle reprend son poste en 2019.
Elle entre au gouvernement le 16 octobre 2013, lorsqu'elle est nommée ministre de la Pêche par la première ministre, Erna Solberg. Lors du remaniement ministériel du 16 décembre 2015, elle est nommée Ministre des Affaires européennes et de la Coopération nordique, poste qu'elle ne conserve qu'un an.